# Мунасипово
Мунасипово (баш. Монасип) — деревня  в Баймакском районе Башкортостана Российской Федерации. Входит в состав Семеновского сельсовета.

## Географическое положение
Расстояние до:
- районного центра (Баймак): 8 км,
- центра сельсовета (Семёновское): 8 км,
- ближайшей железнодорожной станции (Сибай): 49 км.

## Население
| 2002 | 2009 | 2010 |
| ---- | ---- | ---- |
| 105  | ↗106 | ↘83  |

Национальный состав
Согласно переписи 2002 года, преобладающая национальность — башкиры (91 %).